# Lê Lợi
Lê Lợi (Lam Son, 10 settembre 1385 – Dong Kinh, 5 settembre 1433) è stato un imperatore e generale vietnamita.
È ricordato nel Paese come il più importante eroe nazionale del periodo medievale per aver guidato i ribelli che ottennero l'indipendenza del Vietnam dall'Impero Cinese della dinastia Ming nel 1428. Divenne imperatore il 24 aprile di quello stesso anno fondando la seconda dinastia Lê, che avrebbe mantenuto il trono quasi ininterrottamente fino al 1788.

## Nomi
Regnò con il proprio nome Le Loi, mentre il nome regale Le Thai To gli fu riconosciuto postumo. Gli furono attribuiti anche i soprannomi Binh Dinh Vuong (re pacificatore) e Thuan Thien (volontà del cielo); quest'ultimo era anche il nome della sua spada, dotata secondo la leggenda di poteri soprannaturali.

## Contesto storico
Dal 1225 la dinastia Trần aveva regnato sul Dai Viet (antico nome del Vietnam), il cui territorio comprendeva all'incirca la metà settentrionale dell'odierno Vietnam, mentre verso sud si estendeva il Regno Champa. Gli ultimi sovrani Tran regnarono per periodi estremamente brevi in un periodo di grande instabilità e nel 1400 il trono fu usurpato dal cortigiano Hồ Quý Ly, fondatore della dinastia Hồ. Il Paese fu ribattezzato Dai Ngu e nel 1402 si espanse verso sud sconfiggendo i chăm, ma gli Hồ non riuscirono ad eliminare i discendenti dei Tran, che chiesero ed ottennero l'aiuto di Yongle, terzo imperatore della dinastia Ming cinese.
Nell'autunno 1406, 215.000 truppe cinesi invasero il Dai Ngu ed entro la fine del 1407 avevano occupato la maggior parte del Paese, arrivando fino alla zona dove si trova oggi la provincia di Quang Nam. Anziché restaurare la dinastia Tran, l'Imperatore Yongle dimostrò le proprie mire espansionistiche; il Dai Ngu fu annesso all'Impero cinese e venne chiamato Jiaozhi (in cinese: 交趾; pinyin: Jiāozhǐ; vietnamita: Giao Chỉ). I funzionari mandati ad amministrare la nuova colonia approfittarono della propria posizione per arricchirsi, facendo crescere il malessere della popolazione locale. La più importante delle ribellioni fu inizialmente quella guidata dai discendenti dei Tran, che crebbe di intensità costringendo i Ming ad inviare ingenti rinforzi alle forze di occupazione.

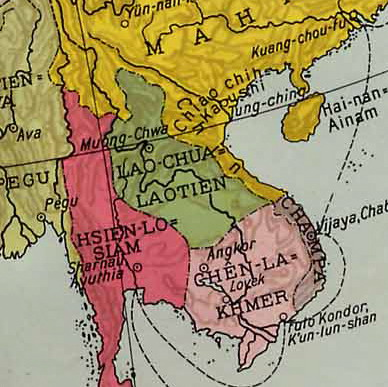
Espansione Ming nel Dai Viet

## Biografia

### Prime ribellioni
Loi Le nacque nel 1385 da una potente famiglia latifondista arricchitasi durante il periodo di declino della dinastia Trang nella zona di Lam Son, un villaggio che fa oggi parte della provincia di Thanh Hóa. Nei primi anni dell'invasione cinese, appoggiò il movimento indipendentista guidato da Trần Quý Khoáng, nipote dell'ultimo imperatore Trần Nghệ Tông. Dopo la sconfitta di Quý Khoáng nel 1413, che pose fine alla dinastia Tran ma non alla ribellione dei viet, Le Loi si sottomise agli invasori. Rifiutò un posto di funzionario nell'amministrazione Ming ma accettò di entrare nella polizia e i cinesi gli assegnarono un feudo assieme a un vicino latifondista, che nel 1418 lo denunciò come ribelle costringendolo a rifugiarsi sulle montagne.

### Capo della rivolta del 1418-1427
Quello stesso anno Le Loi iniziò una serie di operazioni di guerriglia che ebbero alterne fortune ma che gli permisero di reclutare nuovi ribelli alla causa indipendentista. Nel 1421 chiese ed ottenne aiuto dal vicino sovrano laotiano Lan Kham Deng del Regno di Lan Xang; le truppe da questi inviate furono però convinte da un altro capo-ribelle, che era rivale di Le Loi, a schierarsi a fianco dei cinesi. Dopo un periodo di scontri contro cinesi e laotiani, alla fine del 1422 Le Loi fu costretto a negoziare la pace e a ritirarsi pacificamente nelle montagne dopo aver pagato pesanti tributi, con la promessa di non riprendere le armi. I cinque anni di guerriglia nelle montagne di Thanh Hoa non avevano finora dato i risultati sperati.
I rapporti tra gli invasori ed il popolo viet cambiarono radicalmente con la morte dell'Imperatore Yongle, avvenuta il 12 agosto 1424. Entrambi i suoi successori, il figlio Hongxi ed il nipote Xuande, si dimostrarono incapaci e contrari a mantenere il controllo della colonia viet e diminuirono la pressione sul Paese occupato. Il primo abolì buona parte delle tasse, ritirò alcune delle truppe di occupazione, tra cui il comandante delle forze armate Zhang Fu, e morì dopo un solo anno di regno. La tendenza al disimpegno da Jiaozhi fu confermata dal suo successore, il figlio Xuande, che nel 1426 concesse un'amnistia generale e un'ulteriore riduzione delle tasse. L'altamente burocratizzato impero dei Ming, i cui funzionari avevano fatto proprie le nozioni pacifiste del Confucianesimo, non fu in grado di mantenere l'atteggiamento espansionistico imposto da Yongle, che era stato una caratteristica di dinastie più aggressive come gli Han e i Tang. Uno dei motivi principali che indusse i due sovrani a meditare sul ritiro da Jiaozhi furono gli eccessivi costi che l'occupazione comportava.
La morte di Yongle aveva riacceso le speranze di Le Loi, che alla fine del 1424 riprese le armi e allargò il proprio raggio d'azione guidando i propri uomini verso sud in una serie di imboscate nelle alture della Catena Annamita. Giunti nella regione di Nghệ An, scesero verso valle lungo il fiume Ca ed obbligarono le truppe di occupazione a rifugiarsi a Vinh, sulla costa. Una parte dei ribelli si diresse a sud e una parte a nord. I primi raggiunsero le regioni alla frontiera con il Champa, mentre i secondi catturarono una flotta che trasportava rifornimenti per le truppe cinesi. I successi continuarono in altre zone del nord e fu posta sotto assedio la cittadella della dinastia Ho, isolando le truppe Ming che si erano asserragliate all'interno. All'inizio del 1426, dopo aver attraversato le montagne, i ribelli discesero la valle del fiume Rosso e si avvicinarono a Dong Kinh (l'odierna Hanoi), tagliando i rifornimenti cinesi provenienti dallo Yunnan. In questa fase, molti furono i viet che dalle valli e dalle montagne si unirono ai ribelli.
Alla fine del 1426, le forze di Le Loi sconfissero un'armata Ming composta da 50.000 uomini venuti in soccorso di Dong Kinh. Nello stesso periodo, Le Loi proclamò re del Dai Viet il principe Tran Cao, possibile discendente della dinastia Tran. Fu un tentativo di offrire ai Ming un'uscita dignitosa dalla crisi, visto che il loro intervento del 1407 era inizialmente finalizzato a riconsegnare il trono ai membri della dinastia Tran. L'offerta fu rifiutata agli inizi del 1427 per l'intransigenza dei viet lealisti dei Ming, che scongiurarono la resa e imposero la continuazione del conflitto.
Le forze imperiali, paralizzate dall'avanzata popolare, si rinchiusero a Dong Kinh e in altre quattro roccaforti della stessa valle ad attendere rinforzi, mentre tutto il resto del Paese era nelle mani dei ribelli. Il quartier generale di Le Loi fu posto a Gia Lam, sulla riva opposta del fiume rispetto a Dong Kinh. Il letterato e compositore Nguyen Trai fu incaricato di organizzare l'amministrazione e di chiedere la resa ai Ming assediati; era figlio del principe Tran Nguyen Dan, esponente di punta della famiglia Tran. Nguyen Trai divenne famoso come il primo poeta viet a lasciare una grande quantità di scritti nella lingua viet vernacolare e, grazie alla sua grande cultura e alle sue abilità di stratega, qualcuno lo considera come il più importante tra gli statisti che furono alla base dei successi di Le Loi.

### Fine delle ostilità e rimpatrio cinese

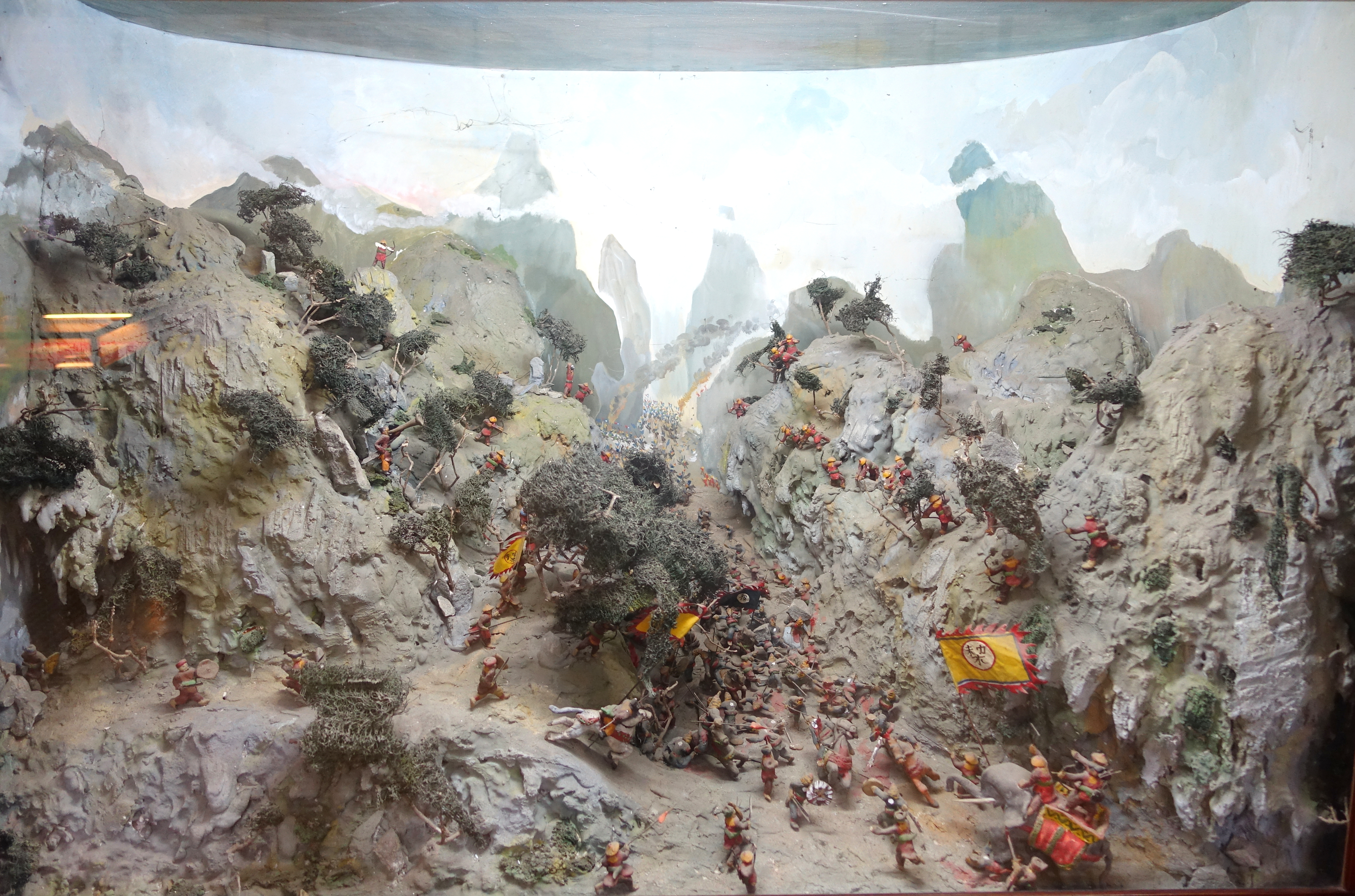
La vittoria delle truppe viet sui rinforzi cinesi nel 1427 sul passo Chi Lang, opera esposta al Museo di storia vietnamita nella Città di Ho Chi Minh

I rinforzi cinesi giunsero nell'ottobre del 1427 e appena passarono la frontiera furono annientati da un'imboscata tesagli dalle forze di Le Loi tra le montagne. Il governatore Ming di Dong Kinh non vide vie di uscita e in novembre chiese la cessazione delle ostilità; Le Loi accettò l'offerta e il conflitto ebbe termine. Alle truppe cinesi assediate fu concesso di tornare in patria senza essere punite all'inizio del 1428. L'Imperatore Xuande accettò la nomina di Tran Cao a nuovo sovrano dell'Annam. Nguyen Trai celebrò il successo componendo il poema epico Binh Ngo Dai Cao (Grande annuncio della pacificazione dei cinesi). Nei 20 anni di occupazione, i cinesi avevano distrutto gran parte della cultura viet ed imposto un nuovo modello di società basato sul Confucianesimo, anche grazie agli esami imperiali che formarono una nuova generazione di funzionari pubblici viet. Alcuni di questi si trasferirono nella capitale cinese Pechino diventando personaggi di spicco dell'élite cittadina; fra gli altri vi furono due che divennero ministri del governo cinese e l'architetto Nguyen An, che prese parte al progetto della Città Proibita.

### Ascesa al trono e riorganizzazione statale
Diventato eroe nazionale, Le Loi fu l'indiscusso protagonista anche nella ricostruzione del Paese. Tran Cao era un fantoccio da lui creato e fu avvelenato poco dopo il rimpatrio dei cinesi. Lo Stato riprese il nome Dai Viet e Le Loi ne fu incoronato imperatore nell'aprile del 1428. Punì i collaborazionisti del governo coloniale e premiò i generali che lo avevano affiancato nella rivolta, in particolare quelli della zona di Thanh Hoa con i quali aveva iniziato le lotte. Pose alle più alte cariche statali circa 227 dei suoi più fidati collaboratori, tra i quali Nguyen Trai. Promulgò una legge che dispensava i cittadini dal pagamento delle tasse per due anni e riorganizzò la struttura amministrativa dello Stato dividendone il territorio in cinque unità chiamate dao, ciascuna guidata da un esecutivo detto Hanh Khien. Anche Le Loi dispose l'effettuazione di esami per valutare i candidati alle cariche statali; le più alte furono affidate a chi dimostrò maggior talento negli affari civili e militari, quelle intermedie ai più esperti nella conoscenza delle lingue e quella inferiore ai migliori contabili e scrivani. Impose ai mandarini incaricati delle valutazioni di scegliere tra i candidati in base a criteri di merito, anziché al nepotismo o al clientelismo.

Il Dai Viet, evidenziato in viola, verso la metà del XV secolo

Con i criteri di merito furono valutati anche i monaci, rimuovendo dalla comunità ecclesiastica quelli che dimostrarono di non essere preparati sulle sacre scritture del Buddhismo o del Daoismo. Fu introdotto un nuovo sistema monetario con una nuova valuta chiamata Thuan Thien. Il sovrano fu inflessibile contro i crimini e il malcostume; tra le leggi emanate vi furono quelle che punivano i giocatori d'azzardo, chi beveva alcolici senza motivi celebrativi, i vagabondi ecc. Fu riorganizzata l'assegnazione delle terre, espropriate ai collaborazionisti dei cinesi ed assegnate a chi aveva partecipato alla lotta di resistenza. Introdusse una nuova classe di funzionari addetti alla censura, autorizzati a controllare l'operato di tutti i cittadini compreso l'imperatore. Ridusse l'esercito da 250.000 a 100.000 militari. Fu dato nuovo slancio alla cultura viet, distrutta durante l'occupazione cinese, creando un'università a cui accedettero i figli delle élite ed alcuni studenti meritevoli. Vennero aperte nuove scuole in cui l'insegnamento era basato su testi confuciani.

### Gli ultimi anni
Malgrado gli sforzi di Le Loi per creare una classe dirigente disinteressata e votata esclusivamente al bene della comunità, si vennero a creare pesanti attriti ai vertici dello Stato tra i clan formatisi nel tentativo di accaparrarsi privilegi. I maggiori contrasti si ebbero tra il clan di Than Hoa e tutti gli altri nobili. Quando Le Loi si ammalò nel 1432, i suoi due fidati generali Tran Nguyen Han e Pham Van Sao furono assassinati da rivali che li avevano accusati di complottare per impadronirsi del trono. Le Loi morì nel 1433, un mese dopo aver rimpiazzato come erede al trono il figlio maggiore Tu Te con il secondo figlio, l'undicenne Nguyen Long.